# Chandai
Chandai é uma comuna francesa na região administrativa da Normandia, no departamento Orne. Estende-se por uma área de 13,88 km². Em 2010 a comuna tinha 677 habitantes (densidade: 48,8 hab./km²).